# Мендивиль, Мануэль де
Мануэль де Мендивиль-и-Элио (исп. Manuel de Mendívil y Elío; род. 4 ноября 1874, Мадрид, Испания — 5 апреля 1942, Сан-Себастьян, Испания) — губернатор Испанской Гвинеи в 1937 году.

## Биография
Мендивиль, писатель и моряк, сотрудничал с журналом Mundo Naval (1897—1899), а также был директором журнала «Вокруг света» и литературного сборника «Современники».
Среди его работ были такие названия, как «Тени» (романные путешествия) (1910), «Туманные страны» (романные путешествия) (1911), «Сумерки королей» (1911), «Любовь, вечная любовь» (1912), «История многих жизней» (1913), «Сентиментальное путешествие» (1918) и Мендес Нуньес, герой Кальяо (1930) — биография также моряка Касто Мендеса Нуньеса — и другие.
Во время гражданской войны он был назначен губернатором Испанской Гвинеи повстанцами после окончания боевых действий в колонии в октябре 1936 года. Он умер в гипускоанском городе Сан-Себастьян 5 апреля 1942 года. Он был женат на Росарио Мартинес де Ирухо и Каро дель Алькасар-и-Сечени, пережившей его.